# 淺色特鯰
淺色特鯰（学名：Tatia nigra），為輻鰭魚綱鯰形目項鰭鯰科的其中一種，為熱帶淡水魚類，分布於南美洲亞馬遜河中游流域，體長可達11.7公分，棲息在底層水域，生活習性不明。
其种加词“nigra”意为“黑色的，暗色的”。